# 阿伊莎
阿伊莎（阿拉伯语：‎ ʿĀʾisha bint Abī Bakr，614年—678年），或译为阿以涉，穆罕默德的第三位妻子，阿布·伯克尔之女。

## 生平
在穆罕默德的第二任妻子去世后，阿伊莎在6岁时与穆罕默德订婚，9歲時完婚。但是部分历史学家有不同见解，因为早先的阿拉伯人多为游牧民族，没有记录孩童出生年月的习惯，所以根据其姐姐的年龄与她们姐妹俩年龄差别来推论，阿伊莎完婚时应该是14岁左右。但9岁这个年龄仍对伊斯兰世界产生了重要影响。至今，穆斯林仍以她的事例作为容许童婚的理由。
632年，穆罕默德逝世。《古蘭經》第33章53節規定穆罕默德的妻子在他去世後不得再婚。她的父亲阿布·伯克尔成为穆罕默德领袖地位的继承者，也就是第一任哈里发，在两年后过世。穆罕默德的女婿阿里则在655年成为第四任哈里发。早先，她与阿里不合，因为阿里伤害过她的自尊。在阿里成为哈里发时，她加入反叛阿里的势力，与阿里发生战争。656年，“骆驼之战”中，她亲自乘驼轿上阵督战，此次战役也因她所骑的骆驼而得名。最后被阿里打败，被俘遣送回麦地那。后于麦地那归真。她與穆罕默德的其他十位妻子共同被後世穆斯林尊称为“信士之母”。